# داء المنقار والريش

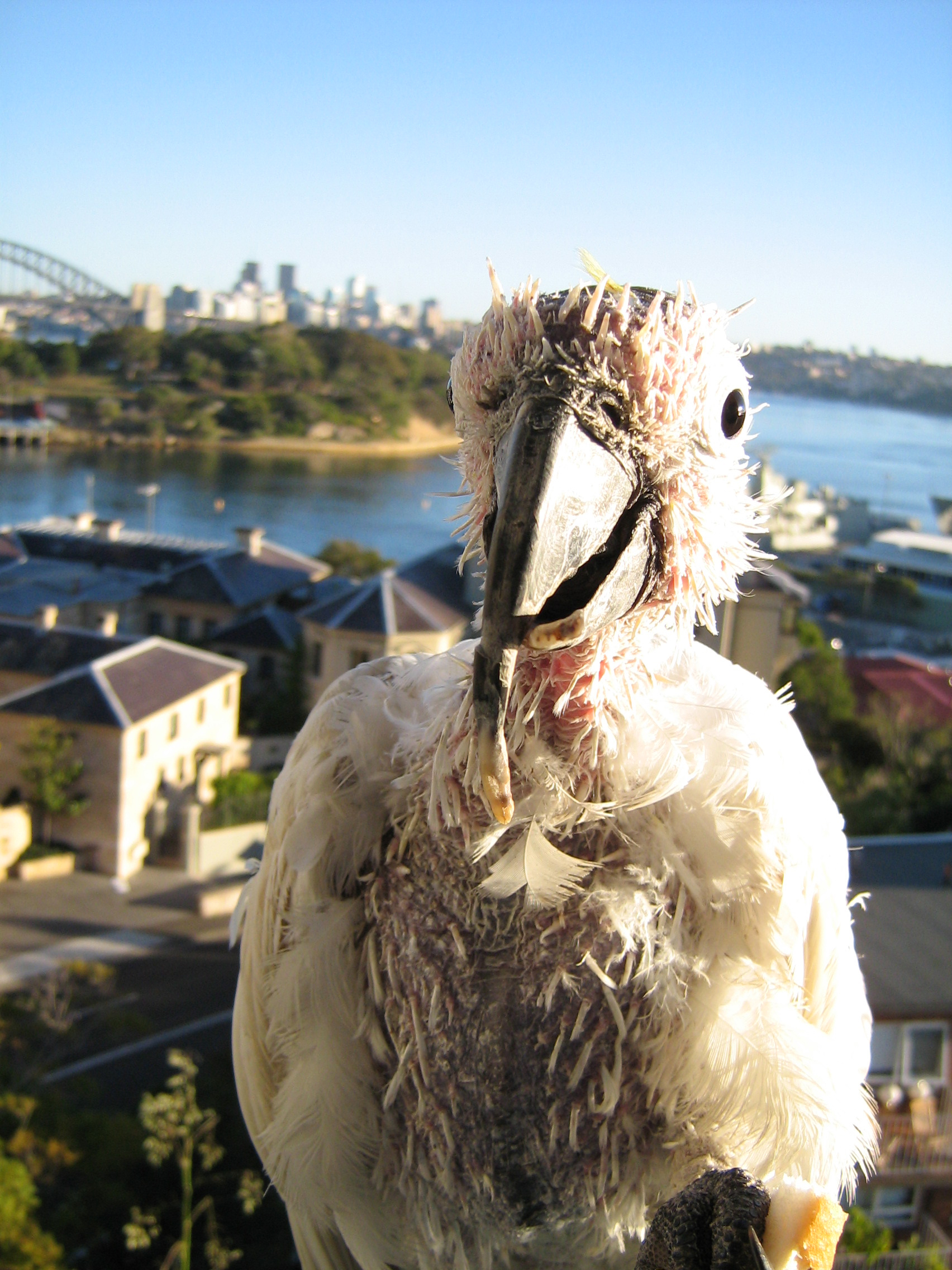
الببغاء ذو عرف الكبريت مصاب بداء المنقار والريش، يميزه تلف ريشه ونمو مشوه للمنقار.

داء المنقار والريش (بالإنجليزية: Psittacine beak and feather disease)‏ هو مرض يصيب الببغاوات. اكتشف لأول مرة سنة 1975 في أستراليا. و ينجم الداء عن الإصابة بفيروس حلقي.

## الأعراض
- مشاكل متنوعة بالمنقار
- ريش تالف وفاقد للمعانه الطبيعية.

## العلاج
لا يوجد علاج حتى الآن ، ومعظم الطيور المصابة تموت. نجت بعض الطيور من المرض بفضل علاجات مستمرة. الطير يجب أن يوضع في حجر صحي.

## وصلات خارجية
- داء المنقار والريش